# نايجل نيوتن
نايجل نيوتن (بالإنجليزية: Nigel Newton)‏ هو مدير النشر ‏ بريطاني، ولد في 16 يونيو 1955 في سان فرانسيسكو في الولايات المتحدة.